# Kvitka Cisyk
Kvitka (o "Kasey") Cisyk (ucraïnès: Квітка Цісик ucraïnès,, Kvitka Tsisyk; 4 d'abril de 1953 – 29 de març de 1998) va ser una soprano de coloratura estatunidenca d'origen ucraïnesa. Cisyk era una cantant d'òpera entrenada de manera clàssica. Va recollir èxits en quatre gèneres musicals: música popular, òpera clàssica, música folklòrica ucraïnesa i jingles per a publicitat de ràdio i televisió.
Cisyk va gravar la versió de You Light Up My Life que es va usar en la pel·lícula del mateix nom, que va guanyar un premi Oscar i un Globus d'Or el 1978, va cantar els famosos jingles "Have you driven a Ford lately?" i "You deserve a break today!" i va llançar dos reeixits àlbums de cançons ucraïneses.

## Carrera enjinglescomercials
Cisyk va aconseguir el seu major èxit com a cantant de jingles musicals utilitzats en televisió i ràdio. Cisyk va realitzar l'enregistrament de l'eslògan "Have you driven a Ford lately?" ("Ha conduït un Ford recentment?") que es va usar en comercials de Ford entre 1981 i 1998; en 1989, executius de Ford van estimar que aquest enregistrament de la frase hauria estat escoltada per 20 mil milions de persones.
Durant la seva carrera de més de vint anys, les habilitats de Cisyk eren tan valuoses que fins i tot competidors d'una mateixa indústria buscaven els seus serveis. Per exemple, Cisyk va gravar la frase "You deserve a break today" ("Et mereixes un descans avui") per a McDonald's, però també va gravar anuncis per a Burger King.

## Participació en bandes sonores

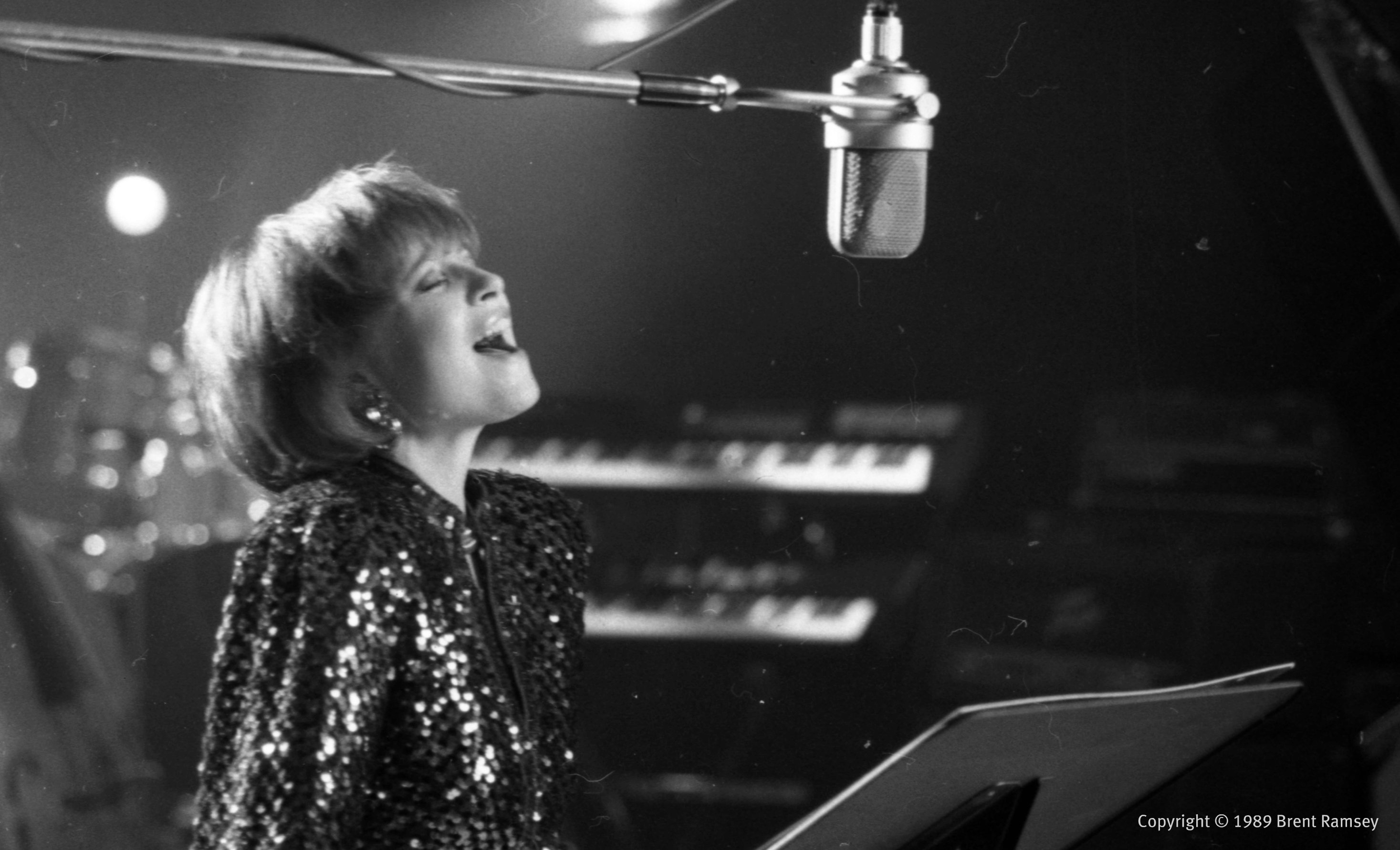
Cisyk actuant el 1989

El treball de Cisyk en anuncis comercials va cridar l'atenció de Joe Brooks, qui va treballar com a compositor i arranjador de jingles. Brooks, qui va escriure, va dirigir i va compondre el tema la musicalització de la pel·lícula You Light Up My Life, va triar a Cisyk per a doblar la veu cantant de l'actriu Didi Conn.
La interpretació de Cisyk apareix en l'àlbum de la banda sonora original de la pel·lícula i va ser llançat com a senzill. Cisyk no va aparèixer llistada com a intèrpret en els crèdits finals de la pel·lícula, per la qual cosa va demandar reeixidament als productors. El seu llançament de senzill va aconseguir la posició 80 en les taules de la Billboard Hot 100.

## Música ucraïnesa
Com a filla d'immigrants ucraïnesos, Cisyk va créixer sentint música ucraïnesa, i és ben coneguda entre els parlants d'ucraïnès pels seus dos àlbums de cançons ucraïneses. Segons ella, va gravar aquests àlbums perquè els seus col·legues sovint li demanaven que els mostrés música d'Ucraïna, però no aconseguia trobar enregistraments dignes de ser mostrades.
En 1980 va gravar el seu primer àlbum, Kvitka, Songs of Ukraine, que va obtenir honors en els Premis Musicals Ucraïnesos de 1988.
El seu segon àlbum, Kvitka, Two Colors, va ser llançat en 1989. Va estar dedicat a l'"esperit de l'ànima ucraïnesa, les ales de la qual mai podran trencar-se". Les cançons dels dos àlbums continuen sentint-se en la ràdio a Ucraïna avui dia.

## Enregistraments

### Àlbums com a solista
- Kvitka, Songs of Ukraine 1980
- Kvitka, Two Colors 1989

### Crèdits i participacions
| Artista                 | Cançó/Àlbum/Pel·lícula   | Any  | Crèdit/Participació |
| ----------------------- | ------------------------ | ---- | ------------------- |
| Michel Camilo           | Forbidden Fuit           | 1994 | Veu (fons)          |
| Flying Monkey Orchestra | Back in the Pool         | 1993 | Veu, Cors           |
| Sadao Watanabe          | Earth Step               | 1994 | Veu (fons)          |
| Sesame Street           | Sesame Road              | 1993 | Veu, Veus           |
| Carole King             | City Streets             | 1989 | Veu (fons)          |
| Various Artists         | Working Girl             | 1988 | Veu (fons)          |
| Michael Franks          | The Camera Never Lies    | 1987 | Veu (fons)          |
| Neal Fox                | A Painting               | 1977 | Veu (fons)          |
| Michael Franks          | Skin Dive                | 1985 | Veu (fons)          |
| Michael Franks          | Passionfruit             | 1983 | Veu (fons)          |
| Marvin Stamm            | Stammpede                | 1983 | Veu                 |
| Roberta Flack           | I'm the One              | 1982 | Veu, Veu (fons)     |
| Michael Franks          | Objects of Desire        | 1982 | Veu (fons)          |
| David Sanborn           | Voyeur                   | 1982 | Veu, Veu (fons)     |
| Joseph Brooks           | You Light Up My Life     | 1977 | Veu, Veu (fons)     |
| Michael Franks          | Indispensable            | 1988 |                     |
| Michael Johnson         | Lifetime Guarantee       | 1984 | Solo, Veu (fons)    |
| Spyro Gyra              | Freetime                 | 1981 | Segona veu          |
| Small Voices Calling    | Sounds of a Better World | 2000 | Veu                 |